# Locomotiva FS 910
Le locomotive del gruppo 910 erano delle locomotive a vapore progettate dalla Rete Sicula, dove erano immatricolate come gruppo 400, poi incorporate nelle Ferrovie dello Stato dopo il 1905.

## Storia
Con le convenzioni del 1885 la Rete Sicula, subentrata alla disciolta S.F.C.S. (Società per le Strade Ferrate Calabro-Sicule, dovette affrontare il problema di costruzione di nuove linee e mezzi di trazione moderni. L'ultimo e più importante progetto, opera dell'ingegner Guglielmo Cappa, fu proprio quello delle locomotive a vapore del gruppo 400, poco dopo reimmatricolate nel parco delle neo-costituite FS a partire dal 1905. La locomotiva nacque in risposta alla necessità di disporre per le linee acclivi, come la Messina-Palermo con il suo valico dei Monti Peloritani e la sua lunga galleria. La locomotiva doveva inoltre essere, universale, cioè atta anche ai servizi minori di tipo locale o pendolare ed avere la caratteristica di bidirezionalità, per guadagnare tempo nelle stazioni terminali evitandone la giratura in piattaforma. 
La scelta si orientò quindi verso un progetto di una locotender a rodiggio simmetrico, 1' C 1' che permetteva la stessa velocità in entrambe le direzioni di marcia. Il progetto venne realizzato dalla Ansaldo di Sampierdarena e le consegne avvennero proprio a ridosso del passaggio delle Rete Sicula alle FS. Nel 1906 un esemplare venne esposto all'Esposizione di Milano.
La prima consegna fu di 6 locomotive immatricolate dalla Sicula come RS 401-406. Già dalla consegna successiva le altre presero già la numerazione 91xx.
L'intero gruppo venne però concentrato a Milano per i servizi suburbani, trasferendovi quelle che ancora si trovavano in Sicilia. Nel corso degli anni subirono delle piccole modifiche continuando a svolgere un buon servizio sempre nei depositi locomotive di Milano Centrale e di Pavia per il servizio sulle linee da Milano verso Bergamo, Como, Lecco e Voghera. 
Nel 1929 la 910.042 fu oggetto di un esperimento di conversione in locomotiva diesel-Zarlatti, che comportò lo smontaggio della caldaia e l'installazione di un motore diesel a due tempi usato per azionare un compressore di aria con cui vennero azionati i cilindri motori. Le prove si svolsero sulla Ferrovia Roma-Lido dal 6 aprile al 25 aprile del 1929 effettuando 16 coppie di corse di andata e ritorno. La velocità massima raggiunta con un carico trainato di 101 t fu di 74 km/h. L'esperimento riuscì, ma evidenziò anche i suoi limiti, infatti si ebbero alcuni inconvenienti: il 17 aprile si ruppe lo stantuffo della pompa di circolazione dell'acqua motore e il 23 aprile si sfilò un tubo del compressore Westinghouse. L'esperimento, per questi motivi, non ebbe seguito pratico.
Durante la guerra un certo numero venne utilizzato per operazioni in Jugoslavia e sette di esse vi rimasero definitivamente alla fine del conflitto incorporate dalle ferrovie iugoslave (JZ).

## Caratteristiche tecniche
Le locomotive erano del tipo locotender a vapore saturo e a doppia espansione, con una disposizione disimmetrica dei cilindri, con quello più grande, a bassa pressione, sulla destra della locomotiva e distributore a cassetto e quello ad alta pressione, più piccolo, sul lato sinistro e con distribuzione a stantuffo. La trasmissione era esterna con distribuzione tipo Walschaerts.
Il telaio della locomotiva supportava i tre assi accoppiati e due carrelli a un asse, di tipo Adams, alle due estremità che rendevano la macchina stabile anche a velocità elevate sia a marcia avanti che a marcia indietro. La caldaia aveva il forno di tipo cilindrico e 222 tubi bollitori, aumentati a 226 nella seconda serie di ordinazione. Nonostante fosse una locotender, la particolare conformazione della macchina, con i cassoni d'acqua che la circondavano tutta, permetteva una notevole autonomia con 3 000 kg di carbone e 8 000 kg di acqua a bordo. 
Una modifica attuata dalla seconda serie in poi fu l'elevazione del diametro delle ruote portanti da 830 a 960 mm e la sostituzione del sistema di lubrificazione Nathan con quello a pompa di lubrificazione Friedmann. 
La locomotiva era dotata di freno ad aria compressa e freno moderabile. Era inoltre in grado di alimentare la condotta per il riscaldamento a vapore del treno.

## Depositi di Assegnazione
- Messina
- Milano
- Padova
- Milano Greco
- Venezia Mestre
- Livorno
- Voghera
- Brescia
- Lecco

La locomotiva 910.001 è stata restaurata ed inserita nel parco rotabili storici del Museo nazionale ferroviario di Pietrarsa. 
La locomotiva 910.045 ha prestato servizio temporaneamente fino al giugno 1925 sulla Ferrovia Roma-Lido.